# Robert Mammone
Robert Mammone (* in Adelaide, South Australia) ist ein australischer Schauspieler.

## Leben und Karriere
Robert Mammone wurde in Adelaide im australischen Bundesstaat South Australia geboren. Seine erste Rolle hatte er als Tim Palmer in der australischen Seifenoper Sons and Daughters. Dort spielte er von 1984 bis zum Ende der Serie 1986 in 195 Episoden mit. Im Film The Crossing aus dem Jahr 1990 spielte er an der Seite von Russell Crowe die Rolle des Sam. Es folgten Gastauftritte in den Serien Police Rescue – Gefährlicher Einsatz und Time Trax – Zurück in die Zukunft. 1994 spielte er im Film Street Fighter – Die entscheidende Schlacht neben Jean-Claude Van Damme und Kylie Minogue mit. In den späten 1990er Jahren folgten Rollen in Filmen wie Beast – Schrecken der Tiefe; Paradies in Flammen und in der Polizeiserie Wildside. Daneben war er 1996 im Fernsehfilm McLeods Töchter, auf dem die spätere gleichnamige Dramaserie basiert, zu sehen. 2000 war er an der Seite von Chris O’Donnell im Film Vertical Limit zu sehen. In den nächsten zwei Jahren folgten Gastauftritte in Fernsehserie wie Outriders – Abenteuer Australien, Water Rats – Die Hafencops und Water Rats – Die Hafencops.
Im Jahr 2003 war Mammone in den letzten beiden Filmen der Matrix-Trilogie, Matrix Reloaded und Matrix Revolutions, neben Laurence Fishburne und Keanu Reeves als AK zu sehen. Von 2003 bis 2006 war er unter anderem in den Fernsehfilmen Small Claims und BlackJack sowie in den Fernsehserien The Cooks und The Alice zu sehen. Des Weiteren hatte Mammone 2004 und 2005 Hauptrollen in den beiden Filmen Salem’s Lot – Brennen muss Salem und The Great Raid – Tag der Befreiung. Im Jahr 2007 hatte er eine der Hauptrollen im Actionfilm Die Todeskandidaten. Danach war er in den ersten beiden Staffeln der australischen Serie Satisfaction als Nebendarsteller zu sehen. 2008 folgte eine weitere Nebenrolle als berüchtigter Verbrecher Tony Mokbel in der Miniserie Underbelly – Krieg der Unterwelt. Seit 2009 ist er in der mehrfach ausgezeichneten australischen Seifenoper Home and Away in der Rolle des Sid Walker zu sehen. 2010 übernahm er eine Rolle im kanadisch-australischen Katastrophenfilm Arctic Blast – Wenn die Welt gefriert. Des Weiteren hat er 2011 in der dritten Staffel von East West 101 die Nebenrolle des Colonel Oliver Troy übernommen.

## Filmografie (Auswahl)
- 1984–1986: Sons and Daughters (Fernsehserie, 195 Episoden)
- 1990: The Crossing
- 1992: Police Rescue – Gefährlicher Einsatz (Police Rescue, Fernsehserie, Episode 2x06)
- 1992: Bony und sein Kommissar (Bony, Fernsehserie, 1 Episode)
- 1993: Time Trax – Zurück in die Zukunft (Time Trax, Fernsehserie, Episode 1x13)
- 1994: Street Fighter – Die entscheidende Schlacht (Street Fighter)
- 1996: Beast – Schrecken der Tiefe (The Beast)
- 1996: McLeods Töchter (McLeod’s Daughters, Fernsehfilm)
- 1997: Paradies in Flammen (Heaven’s Burning)
- 1998: Wildside (Fernsehserie, 3 Episoden)
- 2000: Vertical Limit
- 2001: Outriders – Abenteuer Australien (Outriders, Fernsehserie, 5 Episoden)
- 2001: Water Rats – Die Hafencops (Water Rats, Fernsehserie, 5 Episoden)
- 2002: Beastmaster – Herr der Wildnis (BeastMaster, Fernsehserie, Episode 3x19)
- 2003: Matrix Reloaded (The Matrix Reloaded)
- 2003: Matrix Revolutions (The Matrix Revolutions)
- 2004: Salem’s Lot – Brennen muss Salem (Salem’s Lot)
- 2004: Small Claims (Fernsehfilm)
- 2004–2005: The Cooks (Fernsehserie, 5 Episoden)
- 2005: The Great Raid – Tag der Befreiung (The Great Raid)
- 2005–2006: The Alice (Fernsehserie, 3 Episoden)
- 2006: BlackJack (Fernsehfilm)
- 2007: Die Todeskandidaten (The Condemned)
- 2007–2008: Satisfaction (Fernsehserie, 11 Episoden)
- 2008: Underbelly – Krieg der Unterwelt (Underbelly, Fernsehserie, 8 Episoden)
- 2009: Carla Cametti PD (Fernsehserie, 6 Episoden)
- 2009: Nachbarn (Neighbours, Fernsehserie, 5 Episoden)
- 2009–2013: Home and Away (Fernsehserie)
- 2010: Arctic Blast – Wenn die Welt gefriert (Arctic Blast)
- 2011: East West 101 (Fernsehserie, 6 Episoden)
- 2011: Das Geheimnis der Drachenperle (The Dragon Pearl)
- 2013: Mystery Road